# Nahas-tsan Mons
Il Nahas-tsan Mons è una struttura geologica della superficie di Venere.